# Максимовский сельский совет (Карловский район)
Максимовский сельский совет (укр. Максимівська сільська рада) — входит в состав
Карловского района
Полтавской области
Украины.
Административный центр сельского совета находится в с. Максимовка.

## Населённые пункты совета
- с. Максимовка
- с. Владимировка
- с. Давыдовка
- с. Короленковка
- с. Павловщина
- с. Тарасовка

## Ликвидированные населённые пункты совета
- с. Новые Паучки